# 阿尔泰扭藿香
阿尔泰扭藿香（学名：Lophanthus krylovii）为唇形科扭藿香属下的一个种。

## 扩展阅读
- 維基物種上的相關：阿尔泰扭藿香